# Single Form

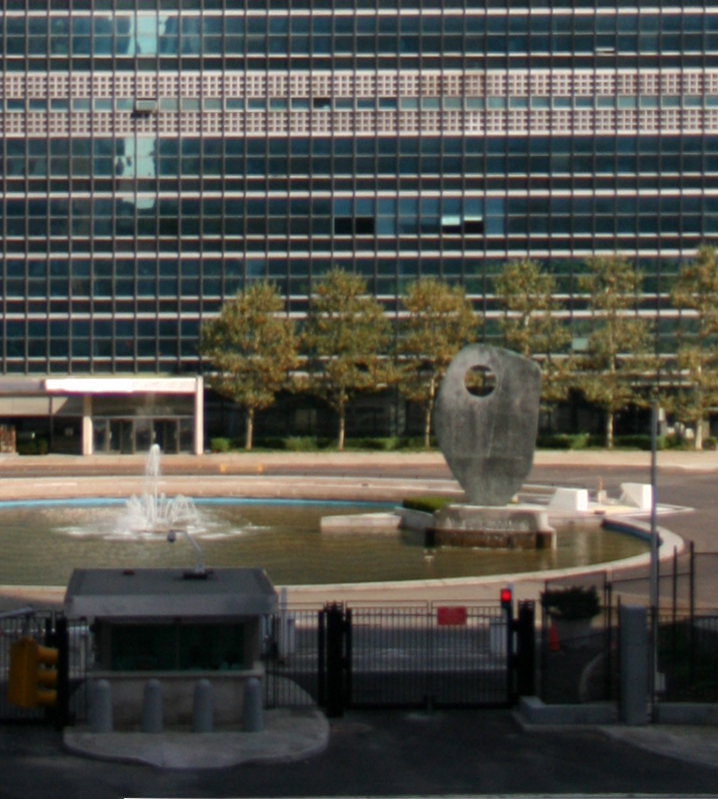
Скульптура Хепворт в басейні перед 39-поверховою будівлею Секретаріату ООН у Нью-Йорку

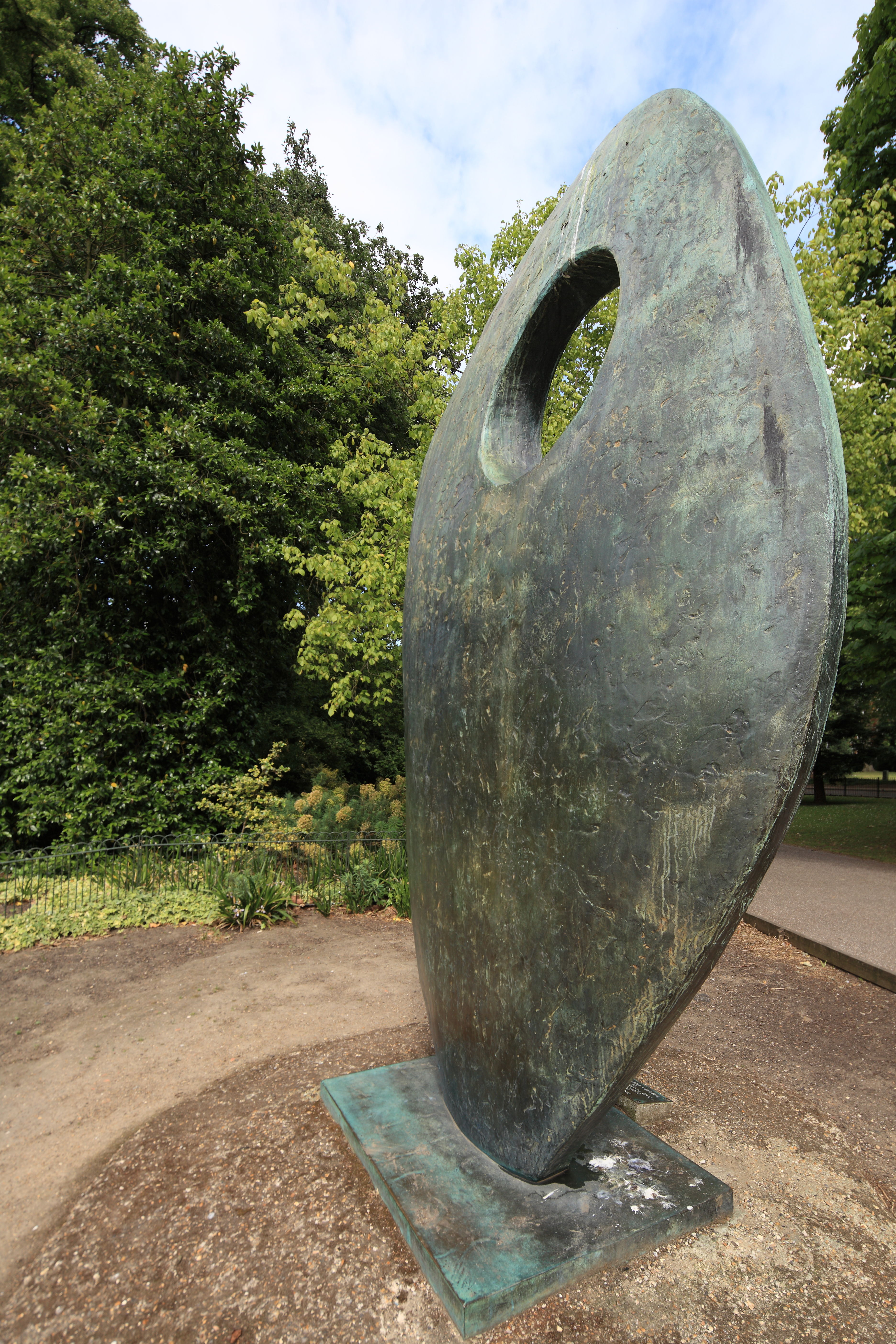
Single Form (Меморіал) у парку Баттерсі

Single Form (Одинарна форма) — монументальна бронзова скульптура британської художниці Барбари Хепворт. Це її найбільша робота, і одна з найвидатніших громадських комісій, що виставляється з 1964 року в штаб-квартирі ООН в Нью-Йорку, біля будівлі Секретаріату ООН. Це також найбільший витвір мистецтва, відлитий ливарним виробництвом Морріса Сінгера .

## Історія
Робота була замовлена Фондом Якова і Хільди Блауштейн як пам’ятний знак Генеральному секретарю ООН Дагу Хаммаршельду після його смерті в авіакатастрофі в Африці в 1961 році. Якоб Блауштейн працював делегатом США при ООН. Хаммаршельд був колекціонером творів Хепворт, у тому числі її скульптури з сандалового дерева 1937–1938 рр., яку він демонстрував у своєму офісі ООН (нині в музеї Дага Хаммаршельда в місті Бакракра, Швеція).  

## Скульптура
Скульптура має переважно плоску неправильну форму, широко овальну, пронизану вгорі круглим отвором. Плоскі поверхні мають ямки і забиваються трьома лініями, що перетинаються - однією широко вертикальною та двома широко горизонтальними - на кожній грані, відображаючи її відливання окремими шматками.
Single Form (Одиночна форма) була відлита з бронзи у серії 7 у 1961 році. Їй подібна скульптура з дерева 1961 року, має кругову западину на одній грані біля вершини. Вона належить галереї Тейт і демонструється в музеї Барбари Хепворт у місті Сент-Айвс, штат Корнуолл. Хепворт працювала над скульптурою з горіха, коли отримала звістку про смерть Хаммаршельда у вересні 1961 року і назвала її на честь цього місяця (September). Ще одна пов’язана робота - це бронзова "Вигнута форма": подібної форми, пронизана діркою, з мідними струнами; приклад був проданий на аукціоні в Christie's у 2013 р. 